# Paul-Hyacinthe Arrighi
Pour les articles homonymes, voir Arrighi.
Paul-Hyacinthe Arrighi dit « Bébé », né à Ventiseri le 20 octobre 1915 et mort à Silvareccio le 6 mai 1998, est un résistant corse connu pour ses opérations contre les occupants italiens et allemands et son évasion spectaculaire. Ensuite officier dans l'armée française, il participe à la Libération de la France.

## Biographie
Paul Hyacinthe Arrighi est né le 20 octobre 1915 à Ventiseri.

### Seconde Guerre mondiale
Paul-Hyacinthe Arrighi est mobilisé en 1939 au début de la Seconde Guerre mondiale ; démobilisé en 1940, il essaye sans succès de passer en Angleterre.

#### Le contexte propre à la Corse
La Seconde Guerre mondiale se déroule en Corse de façon bien distincte de la France continentale.

#### Résistance en Corse
À l'automne 1942 une force d'occupation de 80 000 italiens débarque sur une île qui ne compte guère plus de 200 000 habitants.
Le 8 novembre 1942, Paul-Hyacinthe Arrighi dit Bébé est parmi les premiers à prendre les armes contre l'occupation italienne comme l'indique le général Fernand Gambiez dans son livre Libération de la Corse. Le tocsin retentit dans les localités de Silvareccio, Porri, Orezza, et 150 hommes armés rejoignent Dominique Vincetti, François Vittori et Bébé Arrighi à Sorbo-Ocagnano.
Au côté de Dominique Vincetti, Bébé Arrighi fait partie des résistants qui sous la direction de François Vittori gardent la grotte de Porri où s'imprimait la presse clandestine et où est mise à l'abri la radio qui reliait la Résistance à Alger. Ce village est un quartier général de la Libération de la Corse.
Dominique Vincetti est chargé de diriger la récupération et de la distribution des armes parachutées par les alliés ou livrées par des sous-marins anglais ou français comme le Casabianca. Grièvement blessé en février 1937, lors de la Guerre d'Espagne par une balle explosive à la cuisse Dominique Vincetti boitait, ce qui le rendait repérable par l'occupant. Bébé Arrighi l'accompagne régulièrement.
Bébé Arrighi est présent le 9 juin 1943 à l'embouchure du Travo pour réceptionner l'arrivage d'armes,. Dénoncé et arrêté à la suite de cette opération, il est incarcéré à la prison Marbeuf. Il résiste à la torture et déchire les dépositions des témoins. Il réussit à s'évader de cette prison le 27 juillet 1943,, après une préparation minutieuse de plusieurs nuits, en perçant le mur de sa cellule et s'échappant par le musée voisin,,.
Cette évasion a un large écho. Elle est qualifiée de « sensationnelle » par la Résistance corse. Cet épisode sera évoqué dans une bande dessinée.
Après son évasion, Bébé Arrighi reprend le combat et rejoint les autres résistants de la Casinca. Choury le cite pour décrire le dénuement des hommes du maquis. Poursuivi par deux Chemise Noires du détachement de Silvareccio il abat un de ses poursuivants mais ne peut se lancer à la poursuite du deuxième vu l'état de ses chaussures dont le chatterton qui retenait ses semelles casse. Ce n'est qu'à la fin du mois d'aout 1943 que les alliés ont commencé à balancer sans parachute des ballots de brodequins.

#### Libération de la Corse
Arrighi combat jusqu'à la libération de la Corse : il prépare et participe à la bataille de Champlan le 10 septembre 1943 où en tant que capitaine FFI, aux côtés de François Vittori lequel est à la tête de 200 partisans, il attaque un dépôt d'essence et de munitions et met 85 Allemands hors de combat. Les assaillants ne subissent que des pertes minimes. La part prise par Bébé Arrighi à la bataille de Champlan est un des principaux faits d'armes qui lui vaudront l'attribution de la croix de guerre.
Maurice Choury décrit cette bataille et la part déterminante de Bébé à cette action dont le but militaire était ainsi défini : "s'emparer des dépôts allemands et atteindre Folleli pour couvrir Bastia".
Un hebdomadaire d'Alger, La Liberté, donne Bébé Arrighi en exemple d'une "Armée Nouvelle" : « Un sous officier comme Arrighi de Silvareccio... commandait un district militaire et des colonels servirent volontairement sous ses ordres car il incarnait l'âme de la lutte pour la reconquête de la France » et plus loin rappelle l'évasion pendant l'occupation du responsable militaire du canton de La Porta.
La presse de la Résistance décrit « Comment Bébé Arrighi participa à la Libération (...) Tous les Patriotes de Casinca se rappellent la part active que Bébé Arrighi prit dans la libération de la Corse » et rappelle que « camarade de Dominique Vincetti et du même village, il participa avec le héros de Casta (Haute-Corse) à plusieurs missions périlleuses », dont celle de l'embouchure du Travo (fleuve).

#### Libération de la France
Après la libération de la Corse Arrighi rejoint le 1er choc du commandant Fernand Gambiez et débarque au Rayol-Canadel dans la nuit du 14 au 15 août 1944 lors de l'opération Anvil Dragoon, plus connue sous le nom de Débarquement de Provence. Il participe ensuite à la Libération de la France avec la 1re armée française.

### Après guerre
Après la guerre, Bébé Arrighi retourne dans sa famille et reprend son activité de gérant du bar familial à Silvareccio.
Paul-Hyacinthe Arrighi est décoré de la croix de guerre 1939-1945 avec palmes et de la croix du combattant volontaire de la Résistance. Il reçoit également la Silver Laurel Leaf Emblem en novembre 1946. Il est ensuite chevalier de l'ordre national du mérite en septembre 1983 à l'occasion de la venue du président François Mitterrand lors de la 40e célébration de la libération de la Corse.
Il meurt le 6 mai 1998 à Silvareccio en Haute-Corse.

## Distinctions
- Médaille militaire, par décret du 3 janvier 1944[25]
- Chevalier de l'ordre national du Mérite, 1983.
- Croix de guerre 1939–1945 avec palmes[2],[19], avec citation : « Patriote et franc-tireur d'un cran et d'une audace extraordinaire. S'est mis en vedette pendant la période préparatoire par l'exécution-de plusieurs missions périlleuses et par une évasion retentissante. A participé aux combats libérateurs et s'est magnifiquement conduit, notamment à Champlan où le groupe qu'il commandait infligea de lourdes pertes aux Allemands. »
- Médaille de la Résistance française[26].
- Croix du Combattant Volontaire 1939-1945[2].
- Silver Laurel Leaf Emblem pour services rendus, récompense remise le 26 novembre 1946 par la Couronne britannique[27].